# سیاه کوه (سبزوار)
سیاه کوه (در گویش سبزواری: سِیَاُو) در ۱۰ کیلومتری شمال سبزوار و در شمال شرقی روستای سنگ سفید واقع شده است. قله سیاه کوه با ارتفاع ۲۰۲۰ متر در ادامه البرز شرقی و در رشته کوه جغتای قرار دارد. این قله از سمت شمال به قله‌های دُرُفک و پنج انگشتی از سمت جنوب به باغات روستاهای سنگ سفید و رازقند، از سمت شرق به ارتفاعات روستای سلیمانیه و از سمت غرب به کلاته گِزوای و جاده قدیم اسفراین (جاده طبس) مشرف است. در سبزوار روز سه شنبه روز سیاه کوه نام دارد و در این روز علاقه مندان به کوهنوردی و طبیعت گردی در این قله حضور به هم می‌رساند. البته در سایر روزهای هفته به ویژه روز جمعه نیز این قله شاهد حضور چشمگیر کوهنوردان و طبیعت‌گردان می‌باشد. در این قله سه پناهگاه وجود دارد. دو پناهگاه به صورت کلبه‌ای شکل می‌باشند که از سنگ ساخته شده‌اند و یک پناهگاه در درون صخره‌ها ایجاد شده است که به غار معروف است. متأسفانه در سال‌های اخیر بهره‌برداری غیراصولی از معادن کرومیت واقع در سیاه‌کوه، سلامت محیط زیست آن را به شدت به مخاطره انداخته است.

## راه دسترسی
از سبزوار به سمت روستای طبس حرکت می‌کنیم. پس از عبور از روستاهای ییلاقی عشرت آباد، سنگ سفید، کلاته خواجه علی و سعد آباد، سمت راست جاده، تابلو کلاته گِزوای نمایان می‌باشد. به سمت کلاته گزوای می‌رویم در انتهای شیب جاده خاکی اولین دوراهی را به سمت راست می‌رویم ۵۰ متر جلوتر به یک دو راهی دیگر می‌رسیم این بار به سمت چپ می‌رویم از داخل باغات گیلاس و زردآلو عبور می‌کنیم تا به مرغداری برسیم. روبروی مرغداری ماشین را پارک می‌کنیم. بعد از ۱ تا ۱/۵ ساعت کوهنوردی به قله خواهیم رسید.